# Amorphophallus kiusianus
Amorphophallus kiusianus är en kallaväxtart som först beskrevs av Tomitaro Makino, och fick sitt nu gällande namn av Tomitaro Makino. Amorphophallus kiusianus ingår i släktet Amorphophallus och familjen kallaväxter. Inga underarter finns listade.